# Nélida Béjar
Nélida Béjar (* 28. Juni 1979 in München) ist eine spanische Komponistin.

## Leben
Nélida Béjar studierte Schulmusik an der Hochschule für Musik und Theater München sowie Komposition bei Wilfried Hiller am Richard-Strauss-Konservatorium. Im Rahmen eines Ph.D. in Komposition, den sie 2012 absolvierte, studierte sie bei Donnacha Dennehy am Trinity College (Dublin). 2009 gründete sie zusammen mit Theaterregisseur Björn Potulski das undercoverfiction ensemble für Neue Musik und neues Musiktheater.

## Werke (Auswahl)
Orchester
- Kilter für großes Orchester (2007)

Kammermusik
- Nachtschattenklänge für zwei Klaviere und Schlagzeug (2002)
- Cortaziana für Bariton und 14 Spieler (2005)[1]
- In der Sonne trage schwarz für Bläseroktett und Kontrabass (2008)

Bühnenmusik
- Creation, für Klavier und Elektronik (2007)
- Exodus, für Geige mit live-elektronischer Bearbeitung (2008)[2]

Musiktheater
- Zum Ewigen Frieden – Ein Abgesang, für Ensemble und Live-Elektronik (2010)[3]
- Schwerer als Luft, choreografische Oper für gemischtes Ensemble und einen Chor der Flugzeugabfertiger (2012)[4]
- This New Ocean, globale Oper für 15 Musiker, Sopran, Alt, Countertenor, Tenor, Bass und gemischten Chor (2014)[5]
- Die Stadt, Musiktheater für Sopran, gemischten Chor, Synthesizer und Drumset (2016)[6]

## Preise und Stipendien
- 2004 Stipendiatin in der Cité Internationale des Arts Paris
- 2005 Richard Strauss-Stipendium der Stadt München
- 2007–2008 Stipendiatin im Internationalen Künstlerhaus Villa Concordia in Bamberg
- 2011 Stipendium für Musik der Landeshauptstadt München[7]

## Diskographie
- „Punkt 11“ neue und neuere Musik (Werke von Edlund, Béjar, Xenakis, Hosokawa, Rihm, Ishii, Gourzi, Trüstedt/Schäffer), Hochschule für Musik und Theater München / Bayerischer Rundfunk, 2003[8]
- Singphonic Christmas, Die Singphoniker (2005)[9]
- 9 Fanfaren, Blechbläserensemble des RSK, erschienen im Jubiläums-Bildband des Deutschen Museums München (2004)
- Konzertaufzeichnung aus der Rochuskapelle: Estela Sanz Posteguillo & Nélida Béjar, studio kaedinger (2018)[10]